# 雅羅斯拉維奇 (特諾皮爾州)
49°44′31″N 25°10′0″E / 49.74194°N 25.16667°E
雅羅斯拉維奇（羅馬化：Yaroslavychi）是烏克蘭的村落，位於該國西部捷爾諾波爾州捷尔诺波尔区，始建於1442年，面積1.38平方公里，2001年人口246，人口密度每平方公里178.3人。